# Telekonsult Arena
Telekonsult Arena är en friidrottsarena i Arenastaden Växjö i västra delen av Växjö.
Med sex löparbanor runt om à 200 meter är Telekonsult Arena unik i både Sverige och Europa[källa behövs]. Med löparbanor och golv från italienska Mondo har arenan samma typ av beläggning som OS-banorna i London. 
Arenan rymmer 2 550 åskådare. Tack vare teleskopläktare som under träning kan skjutas in mot väggen kan ytterligare plats ges för utövarna att träna på.

Panorama över Telekonsult Arena på invigningsdagen.